# Leandro (piosenkarz)
Leandro Santos (ur. 10 stycznia 1987 w Lizbonie) – portugalski piosenkarz.
Finalista konkursu Grande Noite do Fado (1994). Uczestnik drugiej edycji programu Ídolos (2004). Od 2006 wydał dziewięć albumów studyjnych i trzy wydawnictwa koncertowe, które były notowane na liście sprzedaży w Portugalii.

## Dyskografia
Albumy studyjne
| Rok  | Dane dot. albumu         | Pozycja na liście |
| Rok  | Dane dot. albumu         | POR               |
| ---- | ------------------------ | ----------------- |
| 2006 | Meu coração está de luto | 12                |
| 2007 | Leandro                  | 10                |
| 2008 | Tudo por amor            | 11                |
| 2009 | Também eu                | 4                 |
| 2011 | Desesperado              | 7                 |
| 2013 | Para sempre              | 3                 |
| 2014 | Sou um homem feliz       | 6                 |
| 2016 | Mudança                  | 14                |
| 2018 | Amor é                   | 40                |
| 2024 | Destino                  |                   |

Albumy koncertowe
| Rok  | Dane dot. albumu             | Pozycja na liście |
| Rok  | Dane dot. albumu             | POR               |
| ---- | ---------------------------- | ----------------- |
| 2010 | Ao vivo no Coliseu de Lisboa | 4                 |
| 2010 | Tour Para sempre             | 10                |
| 2015 | Ao vivo no MEO Arena         | 28                |